# Factoraje
En finanzas, el factoraje (o factoring) consiste en la adquisición de créditos provenientes de ventas de bienes muebles acerca de una empresa inmobiliaria, de prestación de servicios o de realización de obras, otorgando anticipos sobre sus créditos, asumiendo o no sus riesgos. Por medio del contrato de factoraje un comerciante o fabricante cede una factura u otro documento de crédito a una empresa de factoraje a cambio de un anticipo financiero total o parcial. La empresa de factoraje deduce del importe del crédito comprado, la comisión, el interés y otros gastos.
Las empresas de factoraje suelen ser bancos, cajas de ahorro u otras compañías especializadas. Además del anticipo financiero, la compañía de factoraje puede:
- Asumir el riesgo crediticio
- Asumir el riesgo de cambio, si la factura es en moneda extranjera
- Realizar la gestión de cobranza
- Realizar el cobro efectivo del crédito y asesorar a su propia compañía aseguradora
- Asesorar al cliente sobre la salud financiera de los deudores

El factoraje suele ser utilizado por las PYMEs para satisfacer sus necesidades de capitales circulantes, especialmente en los países en los que el acceso a préstamos bancarios es limitado. El factoraje es útil a las PYMEs que venden a grandes empresas con elevados niveles de solvencia crediticia.

## Origen y evolución del factoraje
Los orígenes del factoraje se remontan al siglo XVII. Debido a las dificultades en el cobro de las manufacturas (principalmente textiles) que Inglaterra exportaba a Estados Unidos, las empresas inglesas comenzaron a delegar la tarea de venta y cobro a empresarios norteamericanos. El desplazamiento de un continente a otro encarecía la operación comercial, a lo que se agregaba la falta de información sobre el cliente. Con el tiempo los empresarios norteamericanos comenzaron a asumir el riesgo comercial de las ventas y a realizar adelantos financieros a los exportadores ingleses.
Desde esa época hasta el presente el negocio de factoraje en el mundo no ha dejado de crecer. Su tasa de crecimiento es de 8% anual en promedio, extendiéndose, a partir de 1960, a prácticamente todo el planeta. En la actualidad, el número de firmas de factoring operando es de casi 2.000, convirtiendo así a esta forma de financiamiento en una de las fuentes de fondos de corto plazo más utilizadas por las pequeñas y medianas empresas. Cerca de 500.000 empresas se financian hoy mediante la venta anual de más de 500 millones de facturas por casi 2.000 millones de dólares estadounidenses.
Si bien Estados Unidos fue pionero en este negocio, la mayor parte del factoraje se realiza actualmente en Europa. Aunque la mayoría de los negocios de factoraje está concentrado en el factoraje doméstico, es decir, dentro del país, cada día va tomando más importancia el factoraje internacional o de exportación. El factoraje internacional es utilizado por exportadores o importadores que venden o compran en cuenta abierta o mediante documentos de pago en condiciones pactadas.

## Participantes
En el factoraje suelen participar tres partes:
- Vendedor, cliente, cedente o factorado.
- Empresa de factoraje, cesionario, factor o factorante.
- Deudor o cedido.

En algunas modalidades de factoraje (principalmente en el factoraje de exportación) pueden participar otras partes, como compañías aseguradoras o terceros encargados de gestiones de cobranza.

## Tipos de factoraje
- Factoraje sin garantía o sin recurso. El factoraje sin recurso implica la compraventa de facturas por el 100% del valor de las mismas menos un porcentaje o diferencia de precio, sin requerir la firma de avales o garantías de ningún tipo. La empresa de factoring asume totalmente el riesgo de incobrabilidad del deudor.
- Factoraje con garantía o con recurso. El factoraje con recurso implica la compraventa de facturas, recibiendo el cliente un anticipo financiero por una parte del valor de dichas facturas. Las empresas que desarrollan esta modalidad de factoraje no asumen el riesgo de incobrabilidad del deudor y, por ello, solicitan al cliente la firma de un vale, de un aval o de una fianza como garantía del adelanto recibido. El factoraje con recurso se asemeja a lo que comúnmente se conoce como cesión de crédito en garantía.[4]
- Factoraje doméstico. El factoraje doméstico es el realizado con documentos de crédito representativos de compraventas dentro de un país.
- Factoraje de exportación. El factoraje de exportación corresponde a la compra de documentos de crédito que documentan ventas al exterior. Habitualmente la compañía que realiza el factoraje se asegura la cobrabilidad mediante un seguro de crédito con una compañía aseguradora o con otra compañía de factoraje del país del importador.
- Factoraje de importación. El factoraje de importación es el aseguramiento de créditos que exportadores de un país otorgaron a importadores de otro país. Es el complemento del factoraje de importación y suele incluir los servicios de gestión de cobranza y transferencia de los fondos al país del exportador.
- Factoraje corporativo. El factoring corporativo es la cesión global de las cuentas a cobrar de una empresa. La compañía de factoraje suele encargarse de realizar adelantos financieros a los proveedores, así como el pago de cuentas a cobrar o salarios.
- Factoraje de créditos por ventas ya realizadas. El factoraje de créditos por ventas ya realizadas es la forma más habitual de factoraje. Los créditos adquiridos corresponden a mercadería o servicios ya recibidos por el comprador.
- Factoraje de créditos por ventas futuras. En algunas legislaciones se permite ceder créditos a cobrar de ventas a realizar. Esta modalidad suele ser habitual cuando existen flujos a compradores habituales o créditos a cobrar a tarjetas de crédito.
- Factoraje al vencimiento o maturity factoring. Conocido como factoraje de "precio madurez", constituye una operación de servicio completo pero sin financiamiento. El factor hará el análisis de los deudores y determinará el monto del crédito aprobado, que se comprometerá a pagar si el deudor no lo hace.
- Factoraje sin notificación o factoraje secreto. El cliente no comunica a sus compradores que ha cedido sus créditos a favor del financista o favor. Se emplea principalmente en aquellos casos en que los compradores no mirarían con buenos ojo la cesión de sus acreencias a favor de una firma extraña a la relación habitual con su proveedor.
- Factoraje por intermedio o agency factoring. Es una variedad del factoraje de exportación y se describe como acuerdo en virtud del cual otra entidad diferente del factor efectúa las cobranzas (usualmente el mismo vendedor). Esta modalidad constituye un acuerdo de servicio completo, pero no incluye la actividad de las cobranzas y solo algunas veces asume el riesgo crediticio y el seguimiento y control del mayor de ventas.
- Factoraje "no revelado". Es un factoraje en virtud del cual se ofrece un monto limitado de crédito (como por ejemplo el 80% del total cedido) con la finalidad de incentivar al cliente para que cumpla con eficiencia las funciones de administración y control del crédito que otorga.[5][6]

## Ventajas e inconvenientes

### Ventajas
- Ahorro de tiempo, ahorro de gastos, y precisión de la obtención de informes.

- Permite la máxima movilización de la cartera de deudores y garantiza el cobro de todos ellos.

- Simplifica la contabilidad, ya que mediante el contrato de factoring el usuario pasa a tener un solo cliente, que paga al contado.

- Saneamiento de la cartera de clientes.
- Permite recibir anticipos de los créditos cedidos.
- Reduce el endeudamiento de la empresa contratante. No endeudamiento: Compra en firme y sin recurso.
- Se puede comprar de contado obteniendo descuentos.
- Para el personal directivo, ahorro de tiempo empleado en supervisar y dirigir la organización de una contabilidad de ventas.
- Puede ser utilizado como una fuente de financiación y obtención de recursos circulantes.
- Las facturas proporcionan garantía para un préstamo que de otro modo la empresa no sería capaz de obtener.
- Reduce los costos de operación, al ceder las Cuentas por cobrar a una empresa que se dedica a la factorización.
- Proporciona protección en procesos inflacionarios al contar con el dinero de manera anticipada, con los que no pierde poder adquisitivo.
- En caso del factoring internacional, se incrementan las exportaciones al ofrecer una forma de pago más competitiva.
- Eliminación del Departamento de Cobros de la empresa, como normalmente el factor acepta todos los riesgos de créditos debe cubrir los costos de cobranza.
- Asegura un patrón conocido de flujos de caja. La empresa que vende sus Cuentas por Cobrar sabe que recibe el importe de las cuentas menos la comisión de factorización en una fecha determinada, lo que da planeación del flujo de caja de cada empresa.[7]
- Liquidez inmediata, las empresas tienen la capacidad de cobrar sus facturas cuando necesiten, efectivamente reduciendo el ciclo de conversión de efectivo de sus ventas a crédito, la cual les permite inyectar capital a su negocio y cubrir los gastos operativos de su empresa en sus términos.[8]

### Inconvenientes
- El factor puede no aceptar algunos de los documentos de su cliente.
- No es una forma de financiamiento de largo plazo.
- El cliente queda sujeto al criterio de la sociedad factor para evaluar el riesgo de los distintos compradores.
- El factor sólo comprará la Cuentas por Cobrar que quiera, por lo que la selección dependerá de la calidad de las mismas, es decir, de su plazo, importe y posibilidad de recuperación.